# كيفين هيفيرنان
كيفين هيفيرنان (بالإنجليزية: Kevin Heffernan)‏ (و. 1968  م) هو كاتب سيناريو، وممثل أفلام أمريكي، ولد في ويست هيفن.

## التعليم
تعلم في جامعة كولجيت، وتعلم في كلية بروكلين للحقوق
.

## وصلات خارجية
- كيفين هيفيرنان على موقع IMDb (الإنجليزية)
- كيفين هيفيرنان على موقع ألو سيني (الفرنسية)
- كيفين هيفيرنان على موقع أول موفي (الإنجليزية)
- كيفين هيفيرنان على موقع قاعدة بيانات الأفلام السويدية (السويدية)
- كيفين هيفيرنان على موقع قاعدة بيانات الفيلم (الإنجليزية)
- كيفين هيفيرنان على موقع كينوبويسك (الروسية)